# 조와 (1012년)
조와(일본어: 長和)는 일본의 연호 중 하나이다.
- 전후 : 간코(寛弘) 이후 - 간닌(寛仁) 이전.
- 시기 : 1012년 ~ 1016년
- 천황 : 산조 천황, 고이치조 천황

## 개원
- 간코 9년 12월 25일(율리우스력 1013년 2월 8일)에 개원하여
- 조와 6년 4월 23일(율리우스력 1017년 5월 21일) 간닌으로 개원되었다.

## 출전
《예기》 관의(冠義)편의 「……君臣正, 父子親, 長幼和, 而後禮義立.」

## 조와 시기에 일어난 일
- 5년
  - 산조 천황이 사망하여 고이치조 천황이 계승 즉위하였다.

## 서력과의 대조표
| 조와        | 원년       | 2년        | 3년        | 4년        | 5년        | 6년        |
| ----------- | ---------- | ---------- | ---------- | ---------- | ---------- | ---------- |
| 서기 (西紀) | 1012년     | 1013년     | 1014년     | 1015년     | 1016년     | 1017년     |
| 간지 (干支) | 임자(壬子) | 계축(癸丑) | 갑인(甲寅) | 을묘(乙卯) | 병진(丙辰) | 정사(丁巳) |

## 같이 보기
- 일본의 연호 일람

| 이전 간코 | 일본의 연호 1012년 ~ 1016년 | 다음 간닌 |